# 全民英語能力分級檢定測驗
全民英語能力分級檢定測驗（General English Proficiency Test；GEPT（页面存档备份，存于）），簡稱全民英檢，是由中華民國教育部核准財團法人語言訓練測驗中心辦理的英文能力測驗。此測驗從2000年開始在臺灣舉行，依程度分為五級，測驗結果可供台灣的學校及公家和民營機構用以參考受試者的英文程度。

## 報名方式
從民國108年(2019年)1月起，全民英檢各項測驗均以網路報名，不再受理紙本報名。

## 介紹
全民英檢測驗內容包含聽、說、讀、寫四項。可用來評量個人的英語能力，亦可作為公私立學校教學成果評鑑及改進的依據，並提供公民營機構招募人才、升等評鑑及甄選派駐國外人員等之參考。
全民英檢共分為五個級別：
| 級別                        | CEFR | 備註 |
| --------------------------- | ---- | --- |
| 優級（Superior）            | C2   | 英語能力接近受過高等教育之母語人士，各種場合均能使用適當策略作最有效的溝通。                                                             |
| 高級（Advanced）            | C1   | 英語流利順暢，僅有少許錯誤，應用能力擴及學術或專業領域，英語能力相當於國內大學英語主修系所或曾赴英語系國家大學或研究所進修並取得學位者。 |
| 中高級（High-Intermediate） | B2   | 英語能力逐漸成熟，應用領域擴大，雖有錯誤，但無礙溝通，相當於大學非英語主修系所畢業。                                                     |
| 中級（Intermediate）        | B1   | 具有使用簡單英語進行日常生活溝通的能力，相當於高中畢業程度。                                                                             |
| 初級（Elementary）          | A2   | 具有基礎英語能力，能理解和使用淺易日常用語，相當於國中畢業程度。                                                                         |

目前，優級只舉行過一次，其他四級皆定期舉辦。高級初試分北中南三區測驗，高級複試在台北辦理外，中高級測驗於北中南東共8個考區，初級及中級則在全台各地及離島皆設有考場。每個級數都採取兩階段的考試，第一階段測試聽力和閱讀能力，通過第一階段的考生方可於兩年內參加第二階段的口說及寫作測驗。
每年測驗日期會在前一年的10月間公告。

## 小學英檢
小學英檢是檢定國小程度的英語能力。

## 外部連結
- （繁體中文）全民英檢學習網站（页面存档备份，存于）
- （繁體中文）財團法人語言訓練測驗中心（页面存档备份，存于）
- （繁體中文）全民英檢學校[永久]
- （繁體中文）全民英檢學院
- （繁體中文）全民英檢網（页面存档备份，存于）